# ييش دين
ييش دين (بالعبرية:  יש דין) أي «هناك قانون»، هي منظمة إسرائيلية من المتطوعين في مجال حقوق الإنسان في الضفة الغربية، وبحسب تعريفها لنشاطاتها تقول المؤسسة: 
 أما تمويل المؤسسة فيأتي من التبرعات.